# حوزه انتخابیه ورامین، پیشوا و قرچک
حوزهٔ انتخابیه ورامین، پیشوا و قرچک یکی از حوزه‌های استان تهران برای انتخابات مجلس شورای اسلامی است. این حوزه به مرکزیت ورامین، ۱ نماینده در مجلس شورای اسلامی دارد.

## فهرست نمایندگان
- دورۀ اول: رضا اصفهانی
- دورۀ دوم: حسین ابراهیمی
- دورۀ سوم: محمد قمی
- دورۀ چهارم: محمد قمی
- دورۀ پنجم: محمد قمی
- دورۀ ششم: حسین نوش‌آبادی
- دورۀ هفتم: حسین نوش‌آبادی
- دورۀ هشتم: سید حسین نقوی حسینی
- دورۀ نهم: سید حسین نقوی حسینی
- دورۀ دهم: سید حسین نقوی حسینی
- دورۀ یازدهم: حسین نوش‌آبادی
- دورۀ دوازدهم: علی خزایی

## پی‌نوشت و منبع
1. ↑  «نتایج سرشماری عمومی نفوس و مسکن ۱۳۸۹، جمعیت تا سطح آبادی بر حسب سواد». وب‌گاه رسمی مرکز آمار ایران. دریافت‌شده در آبان ۱۳۸۹. تاریخ وارد شده در |تاریخ بازدید= را بررسی کنید (کمک)[پیوند مرده]

- «جدول حوزه‌های انتخابیه در انتخابات نهمین دورهٔ مجلس شورای اسلامی» (PDF). مرکز پژوهش و سنجش افکار صدا و سیما. بایگانی‌شده از اصلی (PDF) در ۵ اكتبر ۲۰۱۸. دریافت‌شده در ۲۴ دسامبر ۲۰۱۵. تاریخ وارد شده در |archive-date= را بررسی کنید (کمک)